# Robin Tihi
Robin Tihi né le 16 mars 2002 à Danderyd en Suède, est un footballeur international finlandais. Il évolue au poste de défenseur central à Al Ahli SC.

## Biographie
Robin Tihi naît à Danderyd, dans le Sud de la Suède, d'un père marocain et d'une mère finlandaise.

### En club
Né à Danderyd en Suède, Robin Tihi est formé par l'AIK Solna. Il joue son premier match en professionnel avec ce club, le 1er mars 2020, à l'occasion d'une rencontre de coupe de Suède contre le Örgryte IS. Il est titularisé et son équipe l'emporte par un but à zéro. Le 5 juin 2020, il est promu en équipe première et signe un nouveau contrat avec l'AIK valable jusqu'en décembre 2023. Tihi découvre l'Allsvenskan, l'élite du football suédois, lors de la première journée de la saison 2020, contre l'Örebro SK le 14 juin 2020. Il s'illustre ce jour-là en marquant également son premier but en professionnel, permettant à son équipe d'ouvrir le score. L'AIK s'impose finalement par deux buts à zéro,.
Le 29 mars 2021, Robin Tihi est prêté pour une saison à l'AFC Eskilstuna, club évoluant alors dans la Superettan,.
Le 26 janvier 2022, Robin Tihi rejoint l'IFK Värnamo sous la forme d'un prêt d'une saison. Il retrouve l'Allsvenskan avec ce club, lors de la première journée de la saison 2022 contre l'IFK Göteborg, le 3 avril 2022. Il est titularisé et son équipe s'incline par deux buts à un.
Le 10 août 2023, Robin Tihi prend la direction du Qatar afin de s'engager en faveur de l'Al Ahli SC. Le montant du transfert est estimé à 1,7 million d'euros.
Il se fait remarquer dès son premier match, le 29 septembre 2023, en marquant un but face au Muaither Sports Club, en championnat. Titulaire, il participe à la victoire de son équipe par quatre buts à deux.

### En sélection
Éligible pour représenter la Suède, le Maroc et la Finlande, Robin Tihi décide de représenter la sélection finlandaise. Tihi est convoqué pour la première fois avec l'équipe de Finlande espoirs en août 2020 et joue son premier match avec les espoirs Le 4 septembre 2020, contre la Roumanie. Il est titularisé et son équipe s'incline par trois buts à un.